# NGC 4682
NGC 4682 (другие обозначения — MCG -2-33-8, IRAS12446-0947, PGC 43147) — спиральная галактика с перемычкой (SBc) в созвездии Дева.
Этот объект входит в число перечисленных в оригинальной редакции «Нового общего каталога».
В галактике вспыхнула сверхновая SN 2011jh типа Ia, её пиковая видимая звездная величина составила 16,7.